# Godahoppsfästningen

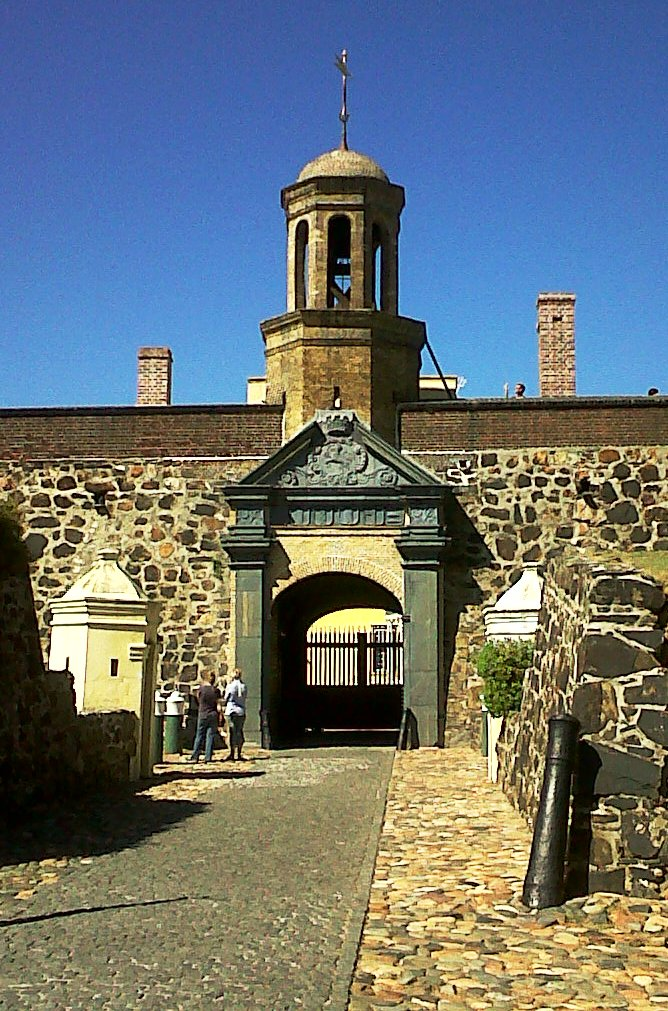
Fästningens huvudingång.

Godahoppsfästningen (holl. Kasteel de Goede Hoop, eng. Castle of Good Hope) är en fästning i Kapstaden. Fästningen uppfördes åren 1666-1679 som ett led i den nederländska koloniseringen. Godahoppsfästningen är Sydafrikas äldsta bevarade byggnad.
Godahoppsfästningen sägs även vara hemsökt. Det sägs att ett vakt hängde sig i repet till en stor klocka. Och ibland kan man även höra klockan ringa trots att ingen är där.

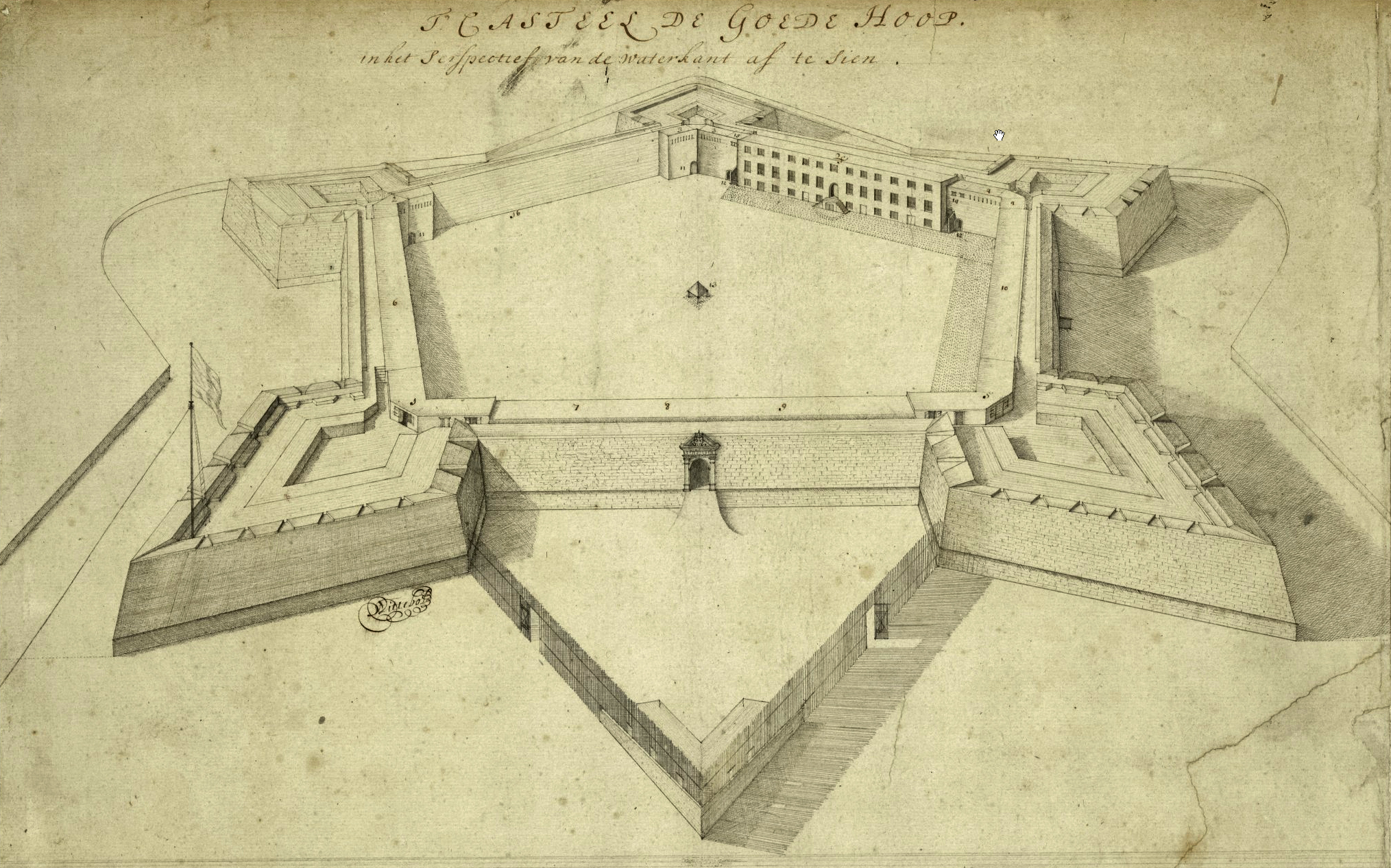
Godahoppsfästningens fem bastioner.